# Венециано-флорентийская война (1467—1468)
Венециано-флорентийская война 1467—1468 годов — вооруженный конфликт в Северной Италии.

## Флорентийские изгнанники
После неудачной попытки отстранения от власти фактического правителя Флорентийской республики Пьеро Медичи лидеры оппозиции были приговорены к двадцатилетнему изгнанию. Аньоло Аччайоли бежал в Неаполь, а Никколо Содерини и Диотисальво Нерони уехали в Венецию и попытались взять реванш. Они связались с проживавшим в Ферраре Джован Франческо Строцци, сыном Палла Строцци, считавшимся самым влиятельным среди изгнанников 1434 года, пострадавших при установлении господства Медичи. По словам Никколо Макьявелли, Строцци «пользовался значительным влиянием и, по мнению других торговых людей, являлся большим богачом». Сам Содерини пользовался поддержкой венецианцев.
Явившись к дожу, изгнанники просили о вооруженной помощи, убеждая венецианское правительство, что режим Медичи, ослабленный политическим кризисом, не сможет оказать серьёзного сопротивления. По утверждению Макьявелли, просители напомнили сенату, как Козимо Медичи помог герцогу Франческо Сфорца отвоевать у венецианцев Ломбардию.
Узнав о переговорах изгнанников с сенатом и венецианским главнокомандующим Бартоломео Коллеони, флорентийское правительство объявило их мятежниками и назначило цену за их головы.

## Коалиции
Венеция не решилась открыто встать на сторону изгнанников, но формально отпустила со службы Коллеони, и тот возглавил армию, собранную на средства, тайно предоставленные республикой, и на деньги богатых флорентийских эмигрантов. Маркиз Феррарский направил на помощь своего брата Эрколе, у которого Венеция вдобавок купила 1400 лошадей. К этому войску присоединилось несколько кондотьеров: Лионелло Пио, сеньор Карпи, Галеотто I Пико делла Мирандола и Пино III Орделаффи, владетель Форли. Алессандро Сфорца из Пезаро послал своего сына Костанцо в армию эмигрантов.
Аньоло Аччайоли отправился в Рим, где с помощью эмигрантов пытался подорвать кредит торгового дома Медичи, и Пьеро с трудом сумел ему помешать. В свою очередь флорентийский правитель обратился к своим союзникам и 4 января в Риме была сформирована лига в составе Милана, Флоренции и Неаполя во главе с папой Павлом II. Армией был назначен командовать Федерико да Монтефельтро, граф Урбино. Король Ферранте направил в Тоскану своего старшего сына Альфонса, а герцог Миланский лично явился с войсками.
Сеньор Фаэнцы Асторре II Манфреди служил Флоренции и должен был вместе с Федерико да Монтефельтро охранять проходы в Валь-ди-Ламоне, но был подкуплен и также встал на сторону изгнанников.

## Война. Битва при Молинелло
10 мая 1467 Коллеони с армией из 8 тыс. конницы и 6 тыс. пехоты перешел По, сжег городок Довадолу в области Имолы и разграбил его округу, намереваясь ударить по Тоскане с территории Романьи.
Флорентийцы с союзниками встали у крепости Кострокаро, близ Форли, у подножья гор между Тосканой и Романьей, после чего осторожный Коллеони решил отойти к Имоле, избегая сражения. Флорентийская армия также вела себя пассивно, что вызвало недовольство у магистратов, так как ведение войны стоило больших денег. Комиссары, состоявшие при войске, обвинили в проволочках герцога Миланского, который, располагая большой властью, но не имея опыта, сам не может отдавать толковых приказов и другим мешает.
Децемвиры войны отозвали герцога во Флоренцию под предлогом участия в празднестве, после чего Монтефельтро 25 июля вскоре после полудня атаковал противника на берегу реки Идиче, между Риккардиной и Молинеллой в Болонской области. Упорный бой шел восемь часов, пока ночная тьма не развела сражавшихся. С обеих сторон было убито более шестисот человек и погибло неожиданно много лошадей, больше тысячи. Исход сражения был неопределенным, обе армии отступили, и Коллеоне понес большие потери, чем противник.
Эта битва известна как первое полевое сражение на территории Италии, в котором применялись артиллерия и ручное огнестрельное оружие. Макьявелли пишет, что в ходе битвы, длившейся полдня, ни один человек не был убит, лишь было ранено несколько лошадей и обе стороны взяли несколько пленных. Этот вымысел имел целью подкрепить тезис о бесполезности кондотьеров, которых флорентийский теоретик предлагал заменить национальным ополчением.
После битвы при Молинелле было объявлено перемирие и начались переговоры. Коллеони отошел к Равенне, а флорентийцы вернулись в Тоскану. Герцога Миланского венецианцы, не сумев поднять восстание в Генуе, постарались вывести из войны при помощи дипломатии, связавшись с Жаном Анжуйским, через посредство которого убедили герцога Савойского начать военные действия против Милана. Брат герцога Филипп де Брес вторгся во владения маркиза Монферратского и создал угрозу миланским землям, что вынудило Галеаццо спешно покинуть Тоскану, чтобы во главе 4 тыс. конных и 5 тыс. пехоты выступить против савойцев. До настоящей войны дело не дошло и 14 ноября 1467 Савойя, Милан и Монферрат заключили мир при посредничестве короля Франции.
Флорентийцам Венеция нанесла некоторый ущерб, захватывая корабли и конфискуя грузы, но, вопреки уверениям эмигрантов, нападение на Тоскану не вызвало во Флоренции смуты, а деньги на выплату жалования войскам закончились, после чего с флорентийскими изгнанниками вовсе перестали считаться.

## Мирный договор
Посредниками на переговорах первоначально выступили маркиз Феррарский и Павел II, затем папа через своего посла в Ферраре убедил маркиза, что тому не стоит вмешиваться, ибо конфликты между сильными державами позволяют более слабым выживать, и взял дело в свои руки, рассчитывая использовать Флоренцию против венецианцев. 2 февраля 1468 он выдвинул мирные предложения, сопроводив их угрозой отлучения от церкви для несогласных. Ни одна из сторон не получала новых территорий, эмигранты, потратившие свои деньги на войну, были брошены своими покровителями.
Понтифик выдвинул неожиданное условие: направить Бартоломео Коллеони во главе христианских войск в Албанию на борьбу с турками, для чего все итальянские государства должны были совместно выплатить 100 000 флоринов. Флорентийцы согласились внести свою долю, но только после высадки Коллеони в Албании, а правители Милана и Неаполя протестовали, заявив, что не давали папе посреднических полномочий, а в случае отлучения грозились поставить вопрос о законности его избрания на будущем вселенском соборе. Столкнувшись с таким противодействием, папа 25 апреля снял лишние требования, после чего мирный договор был утвержден.

## Последствия
В результате войны изгнанники не только не добились отмены приговоров и возвращения конфискованных владений, но режим Медичи воспользовался ситуацией для ужесточения репрессий, распространив их действие на подозрительных граждан, избежавших осуждения в предыдущих случаях. В апреле 1468 по обвинениям в измене были осуждены члены семей Каппони, Строцци, Питти, Алессандри и Содерини, а также их сторонники. Одним было запрещено занимать должности, других приговорили к изгнанию.
По утверждению Макьявелли, посвятившего свой труд папе Клименту VII, Пьеро Медичи, живший в деревне, об одних злоупотреблениях не знал, а другим не мог воспрепятствовать, так как был слаб здоровьем, а его сторонники, хозяйничавшие в городе, «вели себя так, что можно было подумать, будто всемогущий Бог и их счастливая судьба дали им наш город в добычу».
Фреска с изображением битвы при Молинелле, предположительно работы Романино, находится в замке Мальпага, принадлежавшем Бартоломео Коллеони.

## Комментарии
1. ↑  По словам Макьявелли, прибыл уже по окончании военных действий